# Hotel Christopher
El Hotel Christopher (en francés: Hôtel Christopher) Era un hotel en Puerto Príncipe, Haití, destruido por el terremoto de 2010 en ese país caribeño. 
Antes de su destrucción, era un hotel de 5 plantas, 74 habitaciones y 3 estrellas construido en la ladera, con vistas a la capital de Haití. El hotel albergó la sede de la Misión de las Naciones Unidas para la Estabilización de Haití (MINUSTAH ). El hotel supuestamente no cumplía con el mínimo estándar de seguridad operacional  de la ONU (MOSS), y se dice que el plan de adquisiciones de la MINUSTAH 2009 contenía una asignación presupuestaria de 400.000 dólares.